# Цветоводство (жилой массив)
Цветово́дство (укр. Квітни́цтво) — жилой массив в Подольском районе Киева. Расположен к северу от Нивок между улицами Ивана Выговского и Стеценко.

## Описание
Состоит из микрорайонов «Цветоводство-1» (от площади Валерия Марченко до Северо-Сырецкой улицы), «Цветоводство-2» (от Северо-Сырецкой улицы до издательства «Киевская правда») и группы домов по улице Сальского. Массив застраивался одновременно с соседними Нивками пяти- и девятиэтажными панельными и кирпичными жилыми домами с конца 1950-х по конец 1960-х годов; отдельные здания строились до начала 2000-х годов. Название массива — от расположенных в окрестностях цветоводств и фруктовых садов.

## География
К востоку от Цветоводства расположены завод «Квазар-микро» и лесопарк Сырецкий гай; к западу — дачный поселок Берковец, к югу — Нивки, к северу — фруктовые сады совхоза «Пуща-Водица» и массив Виноградарь.
Через массив проходят троллейбусы и автобусы, сообщающие Виноградарь со станциями метро «Нивки» и «Сырец», неподалёку от массива, в Сырецком лесопарке, находится конечная остановка троллейбусного маршрута № 5.